# Emil Wolff

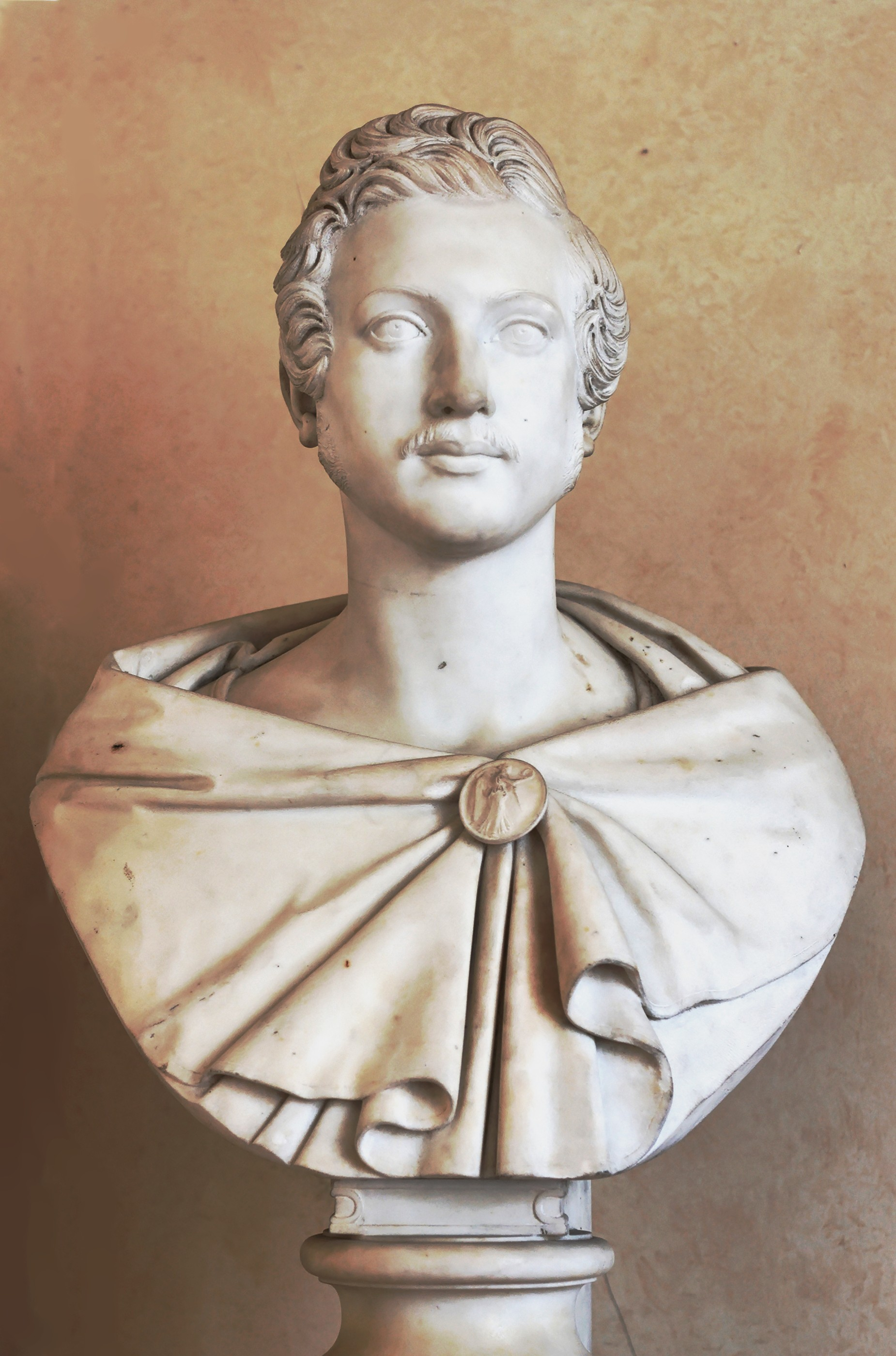
Prins Albert, byst av Emil Wolff.

Emil Wolff, född 2 mars 1802 i Berlin, död 29 september 1879 i Rom, var en tysk skulptör.

## Biografi
Emil Wolff, som var elev till sin morbror Johann Gottfried Schadow, blev känd genom sin relief David med harpan. År 1822 bosatte han sig i Rom. Där övertog han den samma år avlidne kusinen Rudolf Schadows ateljé och avslutade flera av dennes påbörjade arbeten, som Penthesilea, vilken han utförde i marmor. Likaledes utförde han Schadows gravvård med dennes byst och marmorreliefen Dödsängeln, som kallar konstnären från hans verk (i Sant'Andrea delle Fratte). Wolff höll sig med förkärlek till ämnen ur den gamla sagan och sången, men framställde även bilder ur det verkliga livet. 
Bland hans verk finns Jägare, Fiskare, Hebe och Ganymedes, Telefos diar hinden (marmor, i galleriet i Helsingfors), en amasongrupp (1837), Segergudinnan, som nämner de fosterländska hjältarnas namn för en gosse (1846, Schlossbrücke i Berlin), Sörjande Psyche, Judit, Kirke (Berlins Nationalgalleri) samt många byster, bland annat en kolossalbyst av Winckelmann (Villa Albani i Rom) och Thorvaldsens staty (efter Thorvaldsens eget arbete, uppställd 1871 utanför Palazzo Barberini i Rom).

## Bilder

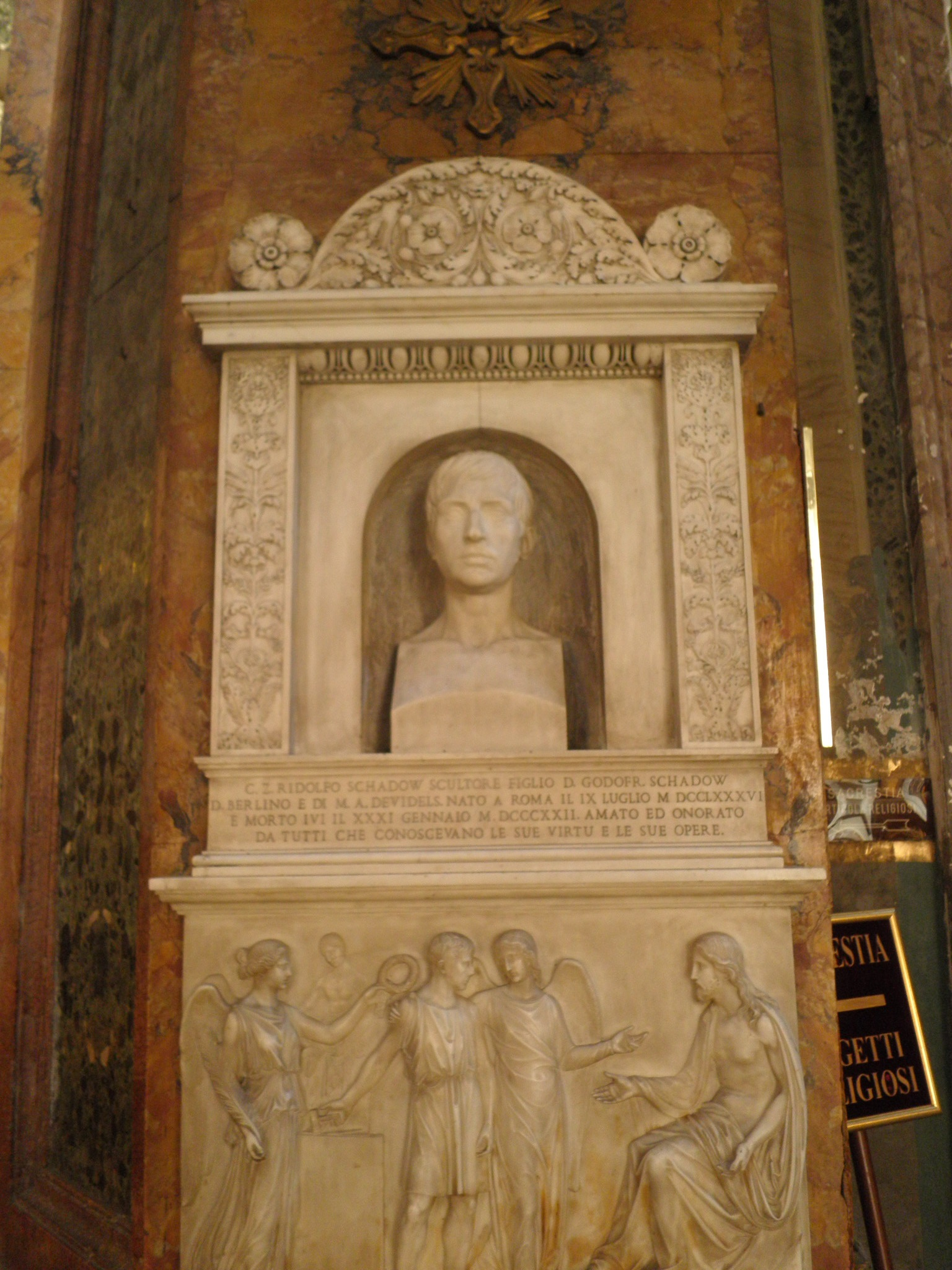
Gravvård över Rudolf Schadow i kyrkan Sant'Andrea delle Fratte i Rom.